# Västra Tommarps socken
Västra Tommarps socken i Skåne ingick i Skytts härad, uppgick 1967 i Trelleborgs stad och området ingår sedan 1971 i Trelleborgs kommun och motsvarar från 2016 Västra Tommarps distrikt.
Socknens areal är 5,95 kvadratkilometer varav 5,94 land. År 2000 fanns här 177 invånare.  Tätorten Västra Tommarp med sockenkyrkan Västra Tommarps kyrka ligger i socknen. 

## Administrativ historik
Socknen har medeltida ursprung. Före den 1 januari 1886 (ändring enligt beslut den 17 april 1885) var namnet Tommarps socken.
Vid kommunreformen 1862 övergick socknens ansvar för de kyrkliga frågorna till Tommarps församling och för de borgerliga frågorna bildades Tommarps landskommun. Landskommunen uppgick 1952 i Skegrie landskommun som uppgick 1967 i Trelleborgs stad som ombildades 1971 till Trelleborgs. Församlingen uppgick 2002 i Hammarlövs församling.
1 januari 2016 inrättades distriktet Västra Tommarp, med samma omfattning som församlingen hade 1999/2000.  
Socknen har tillhört län, fögderier, tingslag och domsagor enligt vad som beskrivs i artikeln Skytts härad. De indelta soldaterna tillhörde Södra skånska infanteriregementet, Skytts kompani och Skånska dragonregementet, Haglösa skvadron, Haglösa kompani.

## Geografi
Västra Tommarps socken ligger närmast nordväst om Trelleborg. Socknen är en odlad slättbygd på Söderslätt.

## Fornlämningar
Från stenåldern finns boplatser. Från bronsåldern finns gravhögar och skålgropsförekomster. 

## Namnet
Namnet skrevs 1480 Tommerupp och kommer från kyrkbyn. Efterleden är torp, 'nybygge'. Förleden innehåller mansnamnet Tumi, 'stor'..